# Chabet el Ameur
Chabet el Ameur (em árabe: شعبة العامر) é uma cidade e comuna localizada na província de Boumerdès, Argélia. Segundo o censo de 2008, a população total da cidade era de 33 459 habitantes.